# Cecidipta excoecariae
Cecidipta excoecariae is een vlinder uit de familie van de snuitmotten (Pyralidae). De wetenschappelijke naam van het geslacht is voor het eerst geldig gepubliceerd in 1877 door Cárlos Berg.

## Levenswijze
De rups bleek een opmerkelijke levenswijze te vertonen.
Bladluizen van het geslacht Chermes maken gallen op de in Argentinië en het zuiden van Brazilië inheemse boom Excoecaria biglandulosa. Hierop legt deze mot haar eitjes. De wijfjes kiezen de grootste gallen uit en leggen slechts een ei op elke gal, in zeldzame gevallen twee. De rups die uit het ei komt boort zich een weg naar binnen in de gal. Tijdens de ontwikkeling van de rups vreet ze de volledige gal leeg, inclusief de bladluizen, totdat er enkel een dunne schaal resteert. De rups ziet zich dan geconfronteerd met een gebrek aan voedsel en soms met een te kleine behuizing voor haar verdere ontwikkeling. Voor dit laatste probleem heeft ze verschillende oplossingen. Ze kan haar woning uitbreiden door een gaatje in de galwand te maken en er een buis van zijde van een paar centimeter aan vast te spinnen, of ze kan een oud en leeg spinsel van een of andere spin in de omgeving in beslag nemen, of ze maakt een uitholling in een vrij dikke tak. Als extra voedsel gebruikt ze bladeren van de boom, maar ze vreet die niet op waar ze ze vindt, maar bijt ze af en brengt ze naar haar nest, waar ze ze later opvreet. Ze waagt zich echter enkel 's nachts naar buiten.